# 双色核螺
双色核螺（学名：Trigonostoma bicolor）是新腹足目核螺科Trigonostoma的一种。主要分布于台湾，常栖息在浅海泥沙底。
种名 bicolor 意为“二色的”。